# GWR 6000 Class
Паровоз GWR 6000 — паровоз с осевой формулой 2-3-0 выпускавшийся в 1927-1936 гг. для Great Western Railway на заводе Swindon Works.
Паровозы получали собственные имена в честь королей Англии.
До наших дней сохранилось три паровоза этой серии. Они названы в честь Георга V (№ 6000), Эдуарда II (№ 6023), Эдуарда I (№ 6024).
Паровоз № 6000, имеющий рекордный для паровозов пробег 3 074 529 км, сохраняется в музее паровых железных дорог в городе Суиндон.
Паровоз разрабатывался как мощный паровоз для вождения пассажирских поездов.По требованию Great Western Railway требовалось получить тяговое усилие 40 000 фунтов (18,14 т). Для этого увеличили диаметр цилиндров паровой машины до 413 мм, что позволило получить силу тяги 18,28 т. Отличительными особенностями бегунковой тележки паровоза являлись внешние подшипники на передней оси и внутренние на задней оси. Такая конструкция тележки была вынужденной — требовалось разместить большие цилиндры.
Первый паровоз серии имеющий номер 6000 в 1927 году был отправлен на пароходе в США на празднование 100-летия дороги Baltimore and Ohio Railroad.Дизайн паровоза и его внешний вид произвели большое впечатление на американцев.